# Pedro Manuel Salamanca Mantilla
Pedro Manuel Salamanca Mantilla (* 4. Juni 1961 in Bucaramanga, Kolumbien) ist ein kolumbianischer Geistlicher und römisch-katholischer Bischof von Facatativá.

## Leben
Pedro Manuel Salamanca Mantilla studierte am Priesterseminar des Erzbistums Bogotá. Später erwarb er an der Päpstlichen Universität Gregoriana das Lizenziat in Biblischer Theologie. Er empfing am 30. November 1986 das Sakrament der Priesterweihe für das Erzbistum Bogotá.
Nach der Priesterweihe war er zunächst in der Pfarrseelsorge tätig. Von 1988 bis 2012 war er mit Unterbrechungen in der Priesterausbildung eingesetzt. Ab 2006 war er bis zu seiner Ernennung zum Bischof gleichzeitig Beauftragter des Erzbistums für die Priesterweiterbildung. Im Jahr 2012 wurde er zudem zum Pfarrer der Pfarrei St. Norbert in Bogotá ernannt.
Am 7. November 2015 ernannte ihn Papst Franziskus zum Titularbischof von Aquae in Mauretania und zum Weihbischof in Bogotá.  Die Bischofsweihe spendete ihm und dem gleichzeitig ernannten Luis Manuel Alí Herrera der Erzbischof von Bogotá, Rubén Kardinal Salazar Gómez, am 12. Dezember desselben Jahres. Mitkonsekratoren waren der Apostolische Nuntius in Kolumbien, Erzbischof Ettore Balestrero, und der Erzbischof von Villavicencio, Óscar Urbina Ortega.
Papst Franziskus ernannte ihn am 21. April 2022 zum Bischof von Facatativá. Die Amtseinführung fand am 16. Juni desselben Jahres statt.